# Ottavo forte

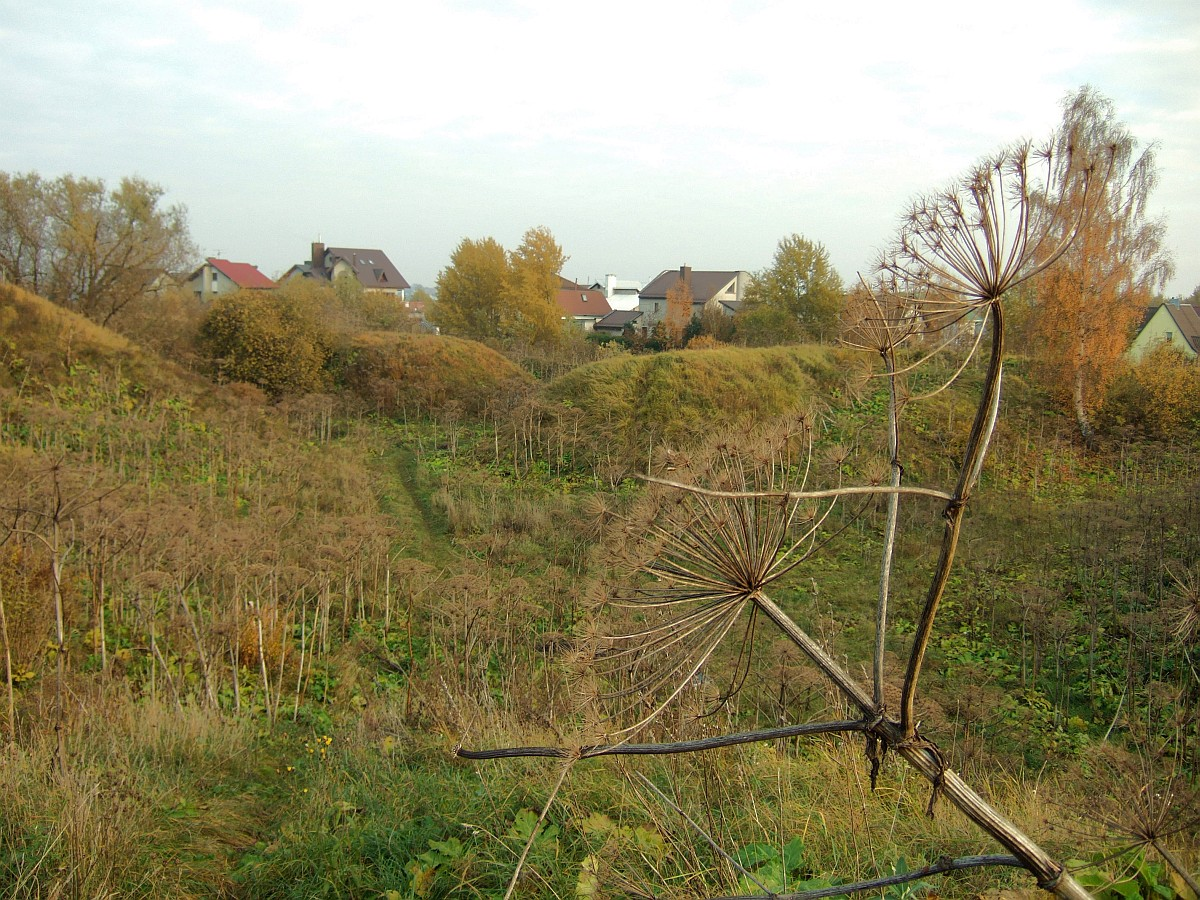
Ottavo forte di Kaunas

L'Ottavo forte di Kaunas o Forte VIII (in lituano: VIII Kauno fortas), noto anche come Linkuva, è un ex struttura militare costruita nel microdistretto di Šilainiai a Kaunas, in Lituania. Edificato nel 1889–1890, fa parte della fortezza cittadina costruita dall'Impero russo: l'ottavo forte è stato il primo a essere stato realizzato in cemento. La struttura è attualmente abbandonata e semi-allagata: le parti più elevate del forte sono state utilizzate sin dal periodo interbellico come orto botanico.

## Storia
La costruzione dell'ottavo forte iniziò nel 1889, dopo che i primi sette della fortezza di Kaunas erano già stati progettati e costruiti. Le strutture precedenti non formavano un anello difensivo completamente circolare intorno alla città di Kaunas, per cui l'ottavo forte fu costruito per proteggersi dagli attacchi da nord-ovest. Sebbene le prime fortificazioni difensive fossero state costruite in mattoni rossi, quella nuova venne realizzata in cemento e fu inoltre la prima del complesso ad essere dotata di elettricità, la quale veniva fornita tramite un generatore a petrolio. Tuttavia, la posizione non si rivelò delle migliori perché non inglobava il punto più sopraelevato della zona, ragion per cui, quattro anni più tardi, venne realizzato il Nono forte. Per questo motivo, l'ottavo fu utilizzato solo come caserma e, in seguito, come arsenale.
Durante la prima guerra mondiale, la guarnigione del forte fece esplodere le munizioni rimaste in deposito prima di ritirarsi. Lo scoppio danneggiò in maniera grave il forte e il suo sistema di drenaggio, provocando l'allagamento di gran parte della struttura.
Nel XXI secolo, il forte divenne un'area protetta per il letargo dei pipistrelli ai sensi dell'accordo europeo per la conservazione dei roditori volanti. Il forte è stato altresì aggiunto al registro lituano dei beni culturali (Kultūros Vertybių Registras) nel 2002. Nella struttura si sono svolti eventi culturali, tra cui l'installazione di un percorso pedonale con tanto di suoni e luci, una mostra fotografica, uno spettacolo di acrobazie pirotecniche e un programma di apprendimento sull'apicoltura.

## Giardini

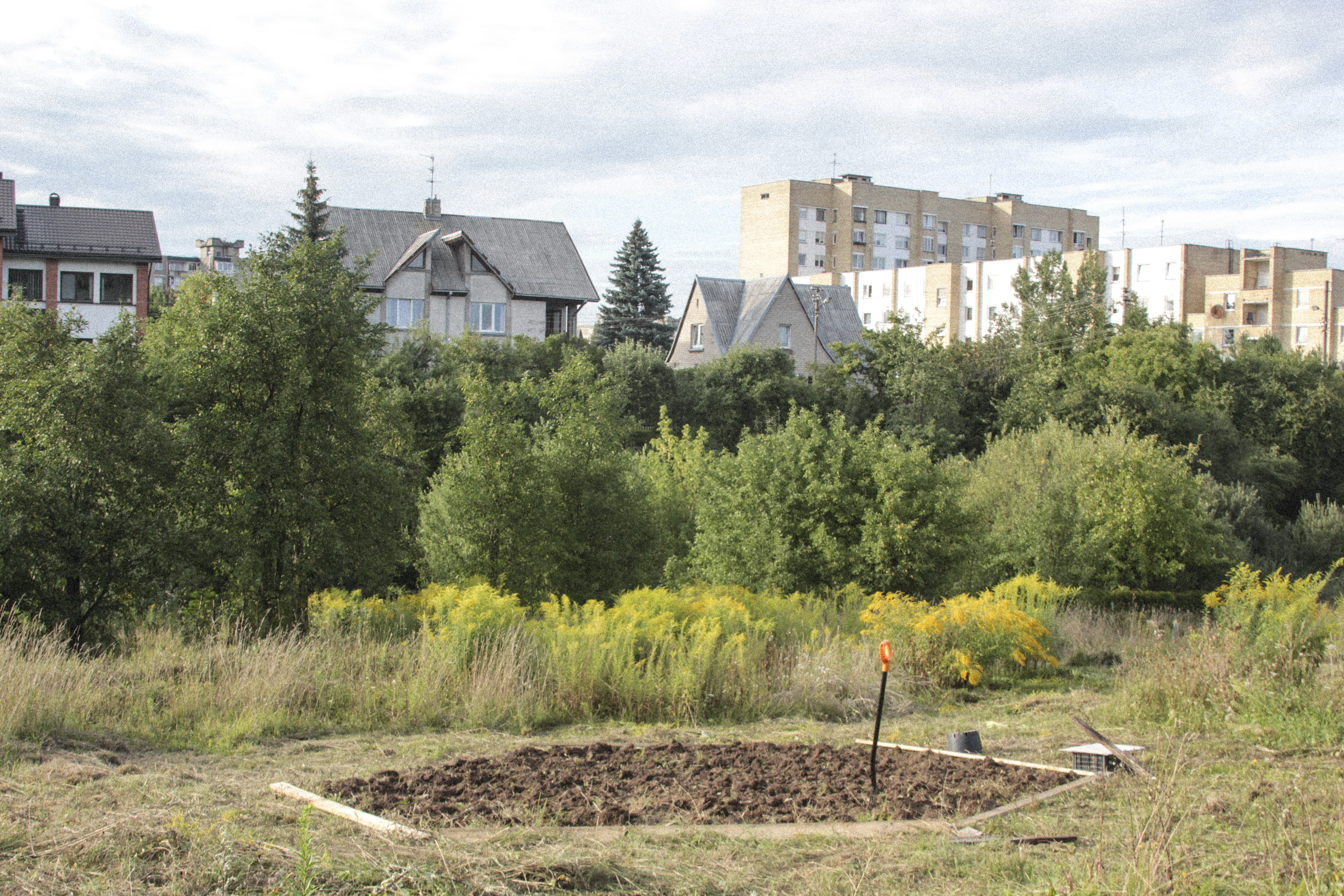
Un'aiuola per le api nell'orto comunitario

Dal periodo interbellico, i lavori di sterro attivati al forte sono stati utilizzati dagli abitanti di Šilainiai per coltivare ortaggi. Oltre ai prodotti coltivati nei letti, è stata piantata una serie di alberi autoctoni, tra cui querce, betulle, meli e prugni. Nel 2018 le parti interessate e i membri della comunità hanno battezzato i giardini con il nome di Šilainių Sodai (Giardini di Šilainiai), con l'obiettivo di preservare la tradizione dell'orto comunitario come parte del sito militare storico.